# Protomelas taeniolatus
Protomelas taeniolatus (thường được bán dưới nhiều tên thương mại khác nhau: Haplochromis red empress, red empress hoặc spindle hap) là một loài cá hoàng đế thuộc nhóm Haplochromine đặc hữu của hồ Malawi ở Đông Phi. Nó là loài cá cảnh phổ biến và được ưa thích do cá có màu sắc cầu vồng rất tươi sáng của con đực trưởng thành và tính khí tương đối hiền lành của nó. Còn những cá thể gần trưởng và con cái thì đều giống như nhiều loài trong nhóm Haplochromine ở điểm là không có màu sắc tươi sáng.
Protomelas taeniolatus là loài đặc hữu của hồ Malawi và thường xuất hiện ở các khu vực trầm tích rộng rãi, các bãi đá ở những vùng nước tương đối nông. Thức ăn chủ yếu là các loài tảo phát triển trên bề mặt đá, ngoài ra nó còn có thể ăn một ăn nhiều loài động vật không xương sống nhỏ. Con đực có thể đạt tới kích thước lên đến 11,3 cm (4,4 in) .
Nó có thể đạt kích thước là 15 cm (6 in) và nên giữ trong bể có thể tích là 55 gallon khoảng 208,2 lít. Độ pH thích hợp là 8,2 và nhiệt độ nước là ở 26-28 °C (82,4 °F).
Nhìn chung, Protomelas taeniolatus là loài cá hiền lành. Nhưng khi vào mùa sinh sản, nó sẽ trở nên hung dữ hơn và sẵn sàng đuổi bất kì loài cá nào bước vào lãnh thổ của nó. Với những con đực, chúng sẵn sàng tấn công với nhau nếu đang ở trong một khu vực hẹp. Khi mùa sinh sản kết thúc, nó trở nên hiền lành như trước.